# 메흐메트 4세
메흐메트 4세(오스만 튀르크어: محمد رابع, romanized: Meḥmed-i rābi 1642년 1월 2일~1693년 1월 6일)는 오스만 제국의 제19대 술탄이었다.(재위 1648년 8월 8일 ~ 1687년 11월 8일).
메흐메트 4세는 1642년 1월 2일에 이브라힘 1세의 아들로 태어났다. 1648년 8월 8일에 아버지 이브라힘 1세가 퇴위 하고 6살의 나이로 즉위했다. 오스트리아-폴란드간 전쟁에 참여하였으며 후에 내란에 의해 폐위된다. 그 후 1693년 1월 6일에 51세의 나이로 죽었다.

## 같이 보기
- 오스트리아-튀르크 전쟁 (1663년~1664년)